# Героям 13-й Ростокинской дивизии народного ополчения Москвы, погибшим в октябре 1941 года
Памятник Героям 13-й Ростокинской дивизии народного ополчения Москвы был торжественно открыт 26 ноября 2011 года в Холм-Жирковском районе Смоленской области, на поле Памяти. Памятник создан в честь народных ополченцев 13-й Ростокинской дивизии, которые защищали Москву в 1941 году Открытие монумента приурочено к 70-летию битвы под Москвой. Автор памятника — скульптор-монументалист, художник Мария Тихонова.
Церемония открытия прошла в присутствии первого заместителя Губернатора Смоленской области Михаила Куркова, префекта Северо-Восточного административного округа Москвы Валерия Виноградова, а также родственников солдат дивизии, ветеранов, общественности, представителей молодежных и детских организаций Москвы, Подмосковья и Смоленской области.
4 сентября 2021 года памятник бойцам дивизии был также открыт в Москве у Ростокинского акведука.
13-я Ростокинская дивизия народного ополчения, сформированная в июле 1941 года, входила в состав 32-й армии Резервного фронта. В её состав вступали добровольцами люди, обеспокоенные судьбой своей Родины. В сентябре район городка Холм-Жирковский, где дивизия заняла боевые позиции, попал под один из главных ударов немцев во время 
операции «Тайфун». Силы ополченцев и опытных немецких солдат были конечно не равны, но несмотря на это, 13 дней дивизия смогла сдерживать натиск врага. В октябре дивизия была на линии оборонительного Ржевско-Вяземского рубежа, на западном берегу Днепра. Уже в середине октября большая часть дивизии погибла, оттянув на себя значительные силы фашистских войск.
Первый заместитель Губернатора Смоленской области Михаил Курков, выступая на митинге, отметил: «Эта Смоленская земля пропитана кровью ополченцев, людей гражданских, которые по зову сердца встали на защиту Москвы, своей Родины, и отдали свои жизни. Мы благодарны москвичам за память и думаем, что с открытием монумента наша дружба только окрепнет».
По словам префекта СВО Валерия Виноградова: «140 тысяч ополченцев из Москвы и Московской области в считанные дни стали на защиту Москвы. Они были разных возрастов, разных профессий, но едины в своем стремлении защитить свой город, страну. На этом монументе очень значимые слова: „Своей жизнью они защитили Москву“. Символичная арка этого памятника связывает прошлое и настоящее, бесконечность жизни и памяти».

## Галерея

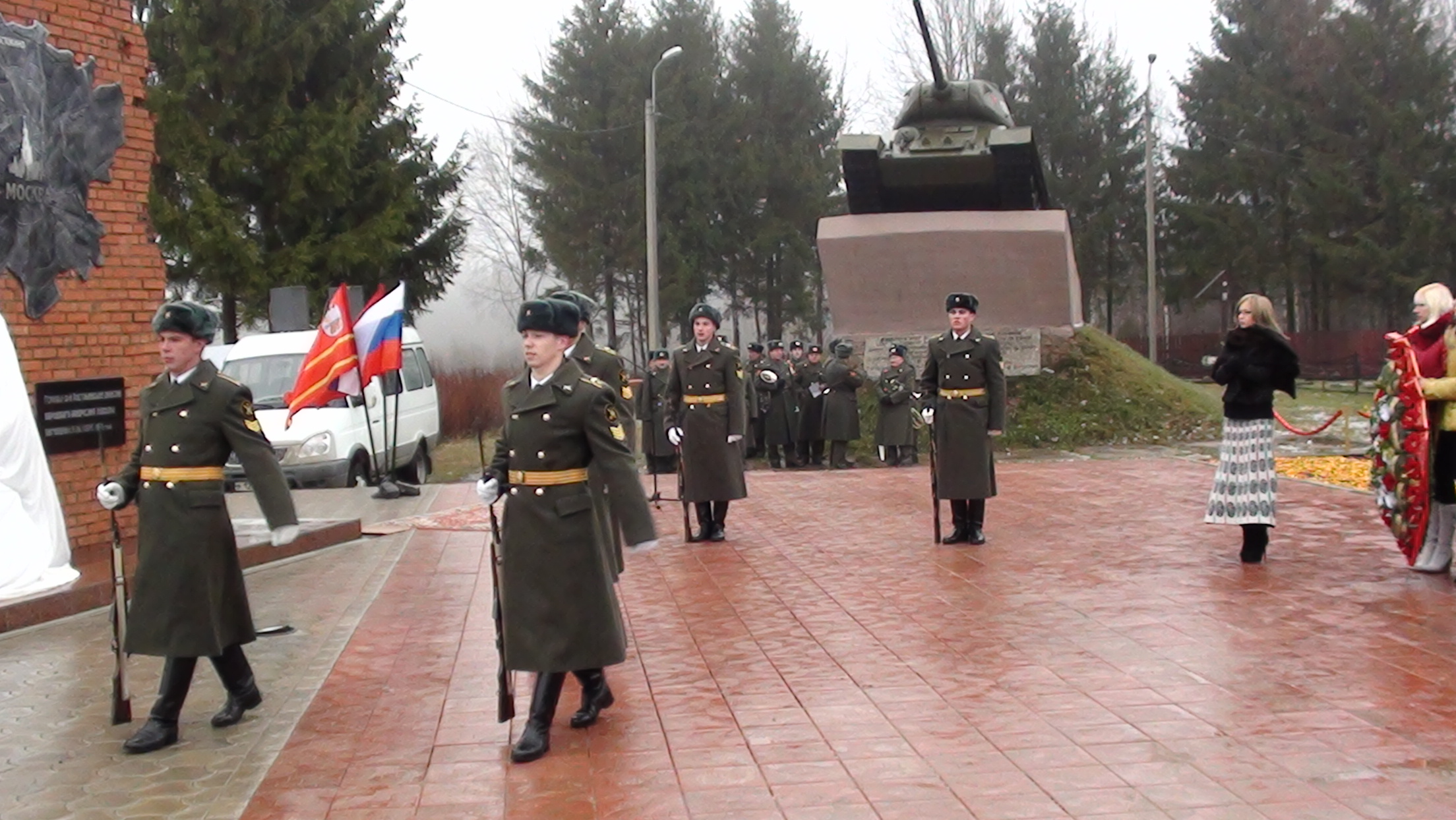
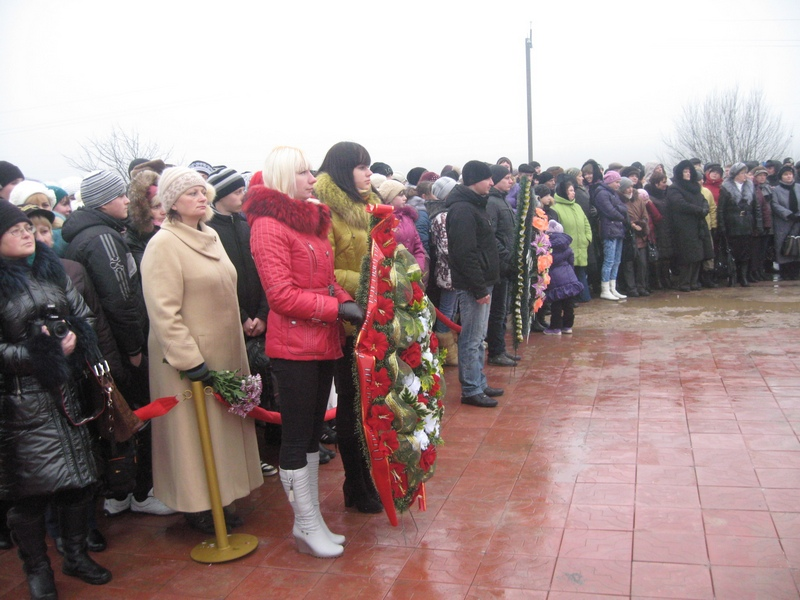
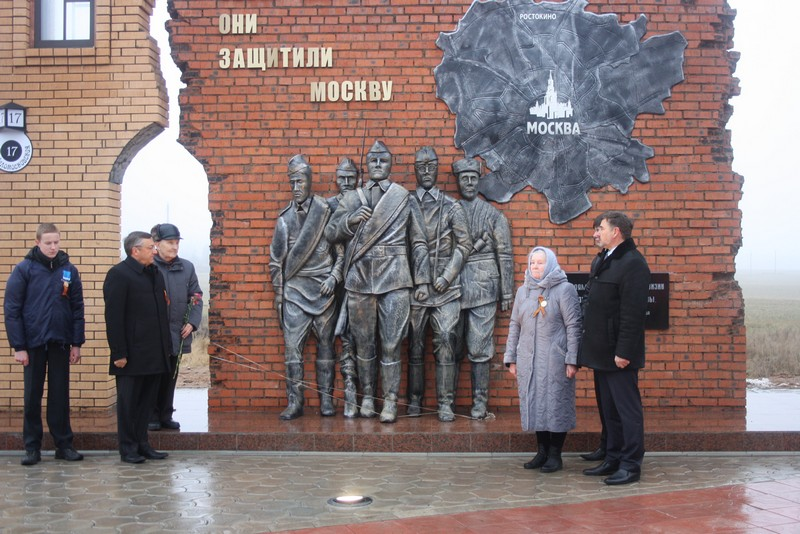
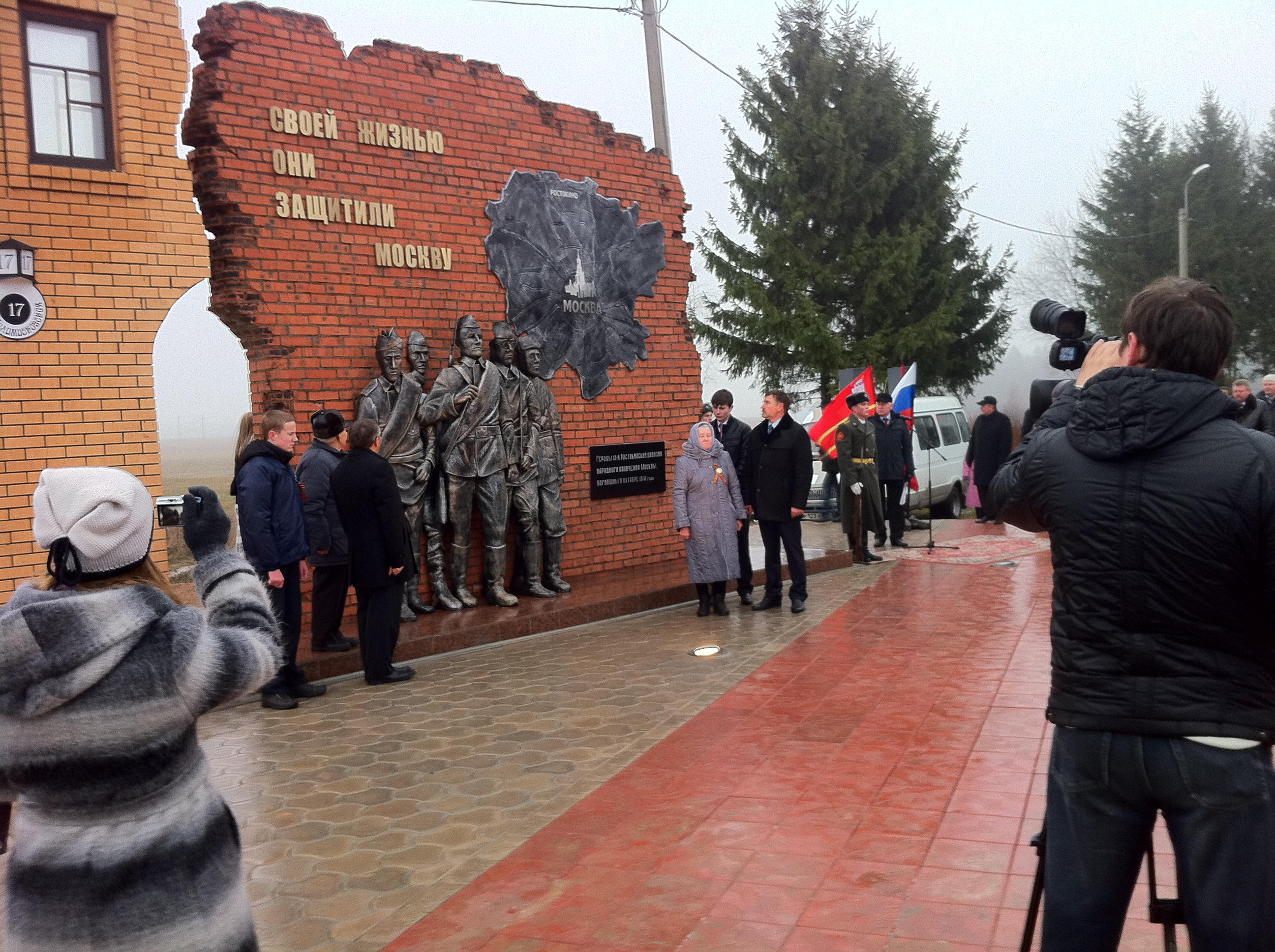